# Louis Renner
Ernst Albert Teodor Louis Renner, född den 9 november 1884 i Stockholm, död där den 22 februari 1956, var en svensk sjöofficer och översättare. 
Renner avlade studentexamen 1903, sjöofficersexamen 1907, marinintendentexamen 1909 och kansliexamen 1912. Han blev underlöjtnant 1907, underintendent 1909, marinintendent av första graden 1920, kommendörkapten av andra graden 1937, av första graden 1941, i reserven 1945. Renner var assistent i statsbokföringskommissionen 1918–1920, i riksräkenskapsverket från 1921. Han blev riddare av Vasaorden 1930 och av Nordstjärneorden 1946.
Louis Renner gifte sig 1920 med Lisbeth Liljequist (1900–1983) med vilken han under ett kvarts sekel samarbetade. Makarna översatte huvudsakligen engelsk underhållningslitteratur. Tillsammans översatte de omkring 100 böcker, varibland märks C.S. Foresters serie om Hornblower, där Louis Renners sjökunskaper kom väl till pass. Efter makens död fortsatte Lisbeth Renner att översätta i ytterligare drygt 20 år och producerade under denna tid runt 100 översättningar, bland annat 15 av Pearl Bucks senare böcker.
Makarna var svärföräldrar till Anders Gernandt.

## Översättningar (i urval)
- Phyllis Bentley: En modern tragedi (A modern tragedy) (Tiden, 1934)
- W. Somerset Maugham: Strängt personligt (Strictly personal) (Bonnier, 1942)
- Vicki Baum: Det gråtande trädet (The weeping wood) (Bonnier, 1944)
- Agatha Christie: Cyankalium och champagne (Sparkling cyanide) (Bonnier, 1946)
- C. S. Forester: Afrikas drottning (The African queen) (Bonnier, 1947)
- Henry James: Ett kvinnoporträtt (The portrait of a lady) (Ljus, 1947)
- Hammond Innes: Den ensamme skidåkaren (The lonely skier) (Bonnier, 1949)

Nedanstående översatta av Lisbeth Renner ensam
- Dennis Wheatley: Liv eller död (The ka of Gifford Hillary) (Skoglund, 1957)
- Rafael Sabatini: Kapten Blod (Captain Blood: His odyssey) (Bonnier, 1958)
- Max Catto: Ön som dog (The devil at four o'clock) (Bonnier, 1959)
- Leon Uris: Harmagedon: en roman om Berlin (Armageddon) (AWE/Geber, 1965)
- Margaret Drabble: Året vid Garrickteatern (Bonnier, 1967)
- Winston Graham: Stormfloden: roman från Cornwall 1798-1799 (The angry tide) (AWE/Geber, 1980)